# Hexatoma kiangsiana
Hexatoma kiangsiana är en tvåvingeart som beskrevs av Alexander 1937. Hexatoma kiangsiana ingår i släktet Hexatoma och familjen småharkrankar. Inga underarter finns listade i Catalogue of Life.